# エイドリアン・フランツ
エイドリアン・ダニエル・フランツ（Adrienne Danielle Frantz, 1978年6月7日 - ）は、アメリカの女優である。

## 主な出演作品
- ザ・ヤング・アンド・ザ・レストレス The Young and the Restless … アンブロージア・ムーア・アシュビー (2006 – 2007)
- ザット'70sショー That '70s Show … ケリー (2006)
- ラグラッツ Rugrats … エミキャ (2001)
- スピードウェイ・ジャンキー Speedway Junky (1999)
- ザ・ボールド・アンド・ザ・ビューティフル The Bold and the Beautiful … アンブロージア・ムーア (1997 – 2005)